# Hydroeciodes
Hydroeciodes is een geslacht van vlinders van de familie Uilen (Noctuidae), uit de onderfamilie Hadeninae.

## Soorten
- H. alala Druce, 1890
- H. alternata Dyar, 1926
- H. anastagia Dyar, 1910
- H. aspasta Dyar, 1918
- H. auripurpura Blanchard, 1968
- H. azteca Schaus, 1894
- H. bravoae Beutelspacher, 1984
- H. catadea Dyar, 1921
- H. cauta Schaus, 1903
- H. cetebu Dyar, 1923
- H. cirramela Dyar, 1916
- H. compressipuncta Dyar, 1919
- H. compulsa Draudt, 1924
- H. danastia Dyar, 1910
- H. exagitans Dyar, 1919
- H. felova Dyar, 1910
- H. halfteri Beutelspacher, 1984
- H. impica Dyar, 1918
- H. juvenilis Grote, 1881
- H. lepida Draudt, 1924
- H. leucogramma Hampson, 1903
- H. leucopis Hampson, 1903
- H. macgregori Beutelspacher, 1984
- H. marcona Schaus, 1921
- H. mendicosa Dyar, 1910
- H. mormon Dyar, 1918
- H. muelleri Draudt, 1924

- H. multesima Draudt, 1924
- H. ochrimacula Barnes & McDunnough, 1913
- H. parafea Dyar, 1921
- H. parda Beutelspacher, 1984
- H. pericopis Dyar, 1927
- H. pexa Schaus, 1903
- H. pexinella Dyar, 1916
- H. piacularis Draudt, 1924
- H. plugmona Dyar, 1927
- H. pothen Dyar, 1918
- H. pyrastis Dognin, 1907
- H. rectilinea Dyar, 1914
- H. repleta Bird, 1911
- H. ritaria Schaus, 1921
- H. ruxis Dyar, 1916
- H. serrata Grote, 1880
- H. tintebela Dyar, 1923
- H. trasversa Dyar, 1918
- H. xanthina Hampson, 1905
- H. zinda Dyar, 1910